# دوم :ذا دارك ايجز
دوم :العصور المظلمة (بالإنجليزية: Doom: The Dark Ages)‏، هي لعبة فيديو من نوع تصويب منظور الشخص الأول قيد التطوير من قبل شركة إد سوفتوير ونشرتها بيثيسدا سوفت ووركس والتي تدور أحداثها في مملكة خلال العصور الوسطى وتصور القصة الأصلية لـ دوم سلاير وهو يقاتل لحماية الأرض من قوى الجحيم. ومن المقرر إصدارها لأجهزة بلاي ستيشن 5 وويندوز وإكس بوكس سيريس إكس/إس في عام 2025، توفر اللعبة 14 لغة، ومن بينها العربية.

## مواضيع متعلقة
- دوم (سلسلة)